# Adrapsa
Adrapsa is een geslacht van vlinders van de familie spinneruilen (Erebidae), uit de onderfamilie Hypeninae.

## Soorten
- A. ablualis Walker, 1859
- A. alsusalis Walker, 1859
- A. ambrensis Viette, 1965
- A. angulifascia Rothschild, 1920
- A. angulilinea Prout, 1928
- A. atratalis Swinhoe, 1905
- A. basiferruginea Rothschild, 1920
- A. bupalistis Strand, 1920
- A. chartalis Swinhoe, 1906
- A. incertalis Leech, 1900
- A. luma Viette, 1962
- A. luteicosta Prout
- A. marmorea Swinhoe, 1902
- A. mediana Wileman, 1915
- A. murina Rothschild, 1920
- A. nigella Swinhoe, 1890
- A. occidens Prout A. E., 1927

- A. pallidisigna Prout, 1922
- A. radiata Viette, 1965
- A. retiata de Joannis, 1930
- A. rivulata Leech, 1900
- A. semicircularis Lucas
- A. subapicalis Moore, 1885
- A. tapinostola Turner, 1933
- A. titysusalis Walker, 1859
- A. unilinealis Roepke, 1938